# Énergie en Espagne
Le secteur de l'énergie en Espagne se caractérise par la pauvreté du pays en ressources énergétiques conventionnelles, en particulier le manque d'hydrocarbures liquides et gazeux et la mauvaise qualité du charbon existant. La rareté des ressources a condamné le système énergétique national à une situation de déficit et de dépendance extérieure. Le taux de dépendance énergétique national s'élevait en 2023 à 69,8 %. L'Espagne est donc un gros importateur de combustibles fossiles : elle figurait en 2022 au 7e rang mondial des importateurs de pétrole brut et au 9e rang de ceux de gaz naturel.
L'énergie primaire consommée en 2023 était à 68,5 % d'origine fossile : pétrole 43,4 %, gaz naturel 22,7 %, charbon 2,4 % ; les énergies dé-carbonées totalisent 32,5 % : nucléaire 13,3 % et renouvelables 19,2 % ; le solde exportateur d'électricité représente 1,1 % en 2023.
L'énergie produite dans le pays (30,2 % seulement de l'énergie consommée) avait pour principale source en 2023 le nucléaire (41,3 %), suivi par les énergies nouvelles (solaire et éolien : 30,4 %), la biomasse (22,2 %), l'hydroélectricité (6,0 %) et les combustibles fossiles (0,1 %) ; les énergies renouvelables totalisaient 58,6 %.
La consommation espagnole d'énergie primaire par habitant en 2023 était supérieure de 23 % à la moyenne mondiale, mais inférieure de 26 % à celle de la France.
L'électricité couvrait 23,7 % de la consommation finale d'énergie en 2022, dominée par le pétrole (52,1 %), suivi par le gaz naturel (16,1 %), la biomasse+déchets (6,8 %), le charbon (0,9 %) et le solaire thermique (0,4 %).
L'Espagne se classe en 2023 au 7e rang des producteurs d'électricité éolienne, également au 7e rang des producteurs d'électricité solaire photovoltaïque, et au 1er rang pour l'énergie solaire thermodynamique (un tiers de la production mondiale).
Les émissions de CO2 liées à l'énergie de l'Espagne par habitant en 2022 (dont 43 % dans les transports) étaient supérieures de 6 % à la moyenne mondiale et de 8 % à celles de la France, mais inférieures de 34 % à celles de l'Allemagne.

## Vue d'ensemble
| Principaux indicateurs de l'énergie en Espagne | Principaux indicateurs de l'énergie en Espagne | Principaux indicateurs de l'énergie en Espagne | Principaux indicateurs de l'énergie en Espagne | Principaux indicateurs de l'énergie en Espagne | Principaux indicateurs de l'énergie en Espagne | Principaux indicateurs de l'énergie en Espagne |
| --- | ---------------------------------------------- | ---------------------------------------------- | ---------------------------------------------- | ---------------------------------------------- | ---------------------------------------------- | ---------------------------------------------- |
| | Population                                     | Consom. énergie primaire                       | Production                                     | Import. nette                                  | Consom. électricité*                           | Émissions de GES**                             |
| Année | Million                                        | PJ                                             | PJ                                             | PJ                                             | TWh                                            | Mt CO2éq                                       |
| 1990 | 39,08                                          | 3 772                                          | 1 449                                          | 2 528                                          | 137,5                                          | 205,7                                          |
| 2000 | 40,57                                          | 5 081                                          | 1 318                                          | 4 174                                          | 209,6                                          | 282,2                                          |
| 2010 | 46,58                                          | 5 334                                          | 1 447                                          | 4 456                                          | 265,8                                          | 266,9                                          |
| 2015 | 46,44                                          | 4 961                                          | 1 411                                          | 3 970                                          | 254,3                                          | 251,6                                          |
| 2016 | 46,48                                          | 4 985                                          | 1 419                                          | 3 933                                          | 255,7                                          | 242,2                                          |
| 2017 | 46,59                                          | 5 246                                          | 1 396                                          | 4 242                                          | 261,1                                          | 258,8                                          |
| 2018 | 46,80                                          | 5 222                                          | 1 409                                          | 4 230                                          | 260,0                                          | 252,3                                          |
| 2019 | 47,13                                          | 5 078                                          | 1 415                                          | 4 210                                          | 255,3                                          | 236,3                                          |
| 2020 | 47,37                                          | 4 568                                          | 1 443                                          | 3 356                                          | 241,0                                          | 197,6                                          |
| 2021 | 47,42                                          | 4 808                                          | 1 446                                          | 3 632                                          | 248,4                                          | 214,8                                          |
| 2022 | 47,76                                          | 4 815                                          | 1 454                                          | 3 990                                          | 247,5                                          | 220,5                                          |
| 2023 | 48,35                                          | 4 649                                          | 1 503                                          | 3 583                                          | 247,1                                          | 203,2                                          |
| variation 1990-2023 | +24 %                                          | +23 %                                          | +4 %                                           | +42 %                                          | +80 %                                          | -1 %                                           |
| * consommation brute d'électricité = production+importations-exportations-pertes en ligne ** émissions de gaz à effet de serre liées à l'énergie. |                                                |                                                |                                                |                                                |                                                |                                                |

## Comparaisons internationales
Dans les statistiques de l'Agence internationale de l'énergie et celles de l'Energy Institute, l'Espagne apparait dans les premiers rangs pour plusieurs indicateurs du domaine de l'énergie:
| Source d'énergie                | indicateur          | rang | année | quantité | unité | % monde | commentaires |
| Pétrole brut                    | Importation nette   | 7e   | 2022  | 2663     | PJ    | 2,8 %   | 1er : Chine (21 193 PJ, 22,6 %) ; 2e : Inde (10,4 %) ; 6e : Allemagne (3,9 %)                                                                 |
| Gaz naturel                     | Importations nettes | 9e   | 2022  | 1,36     | EJ    | 2,8 %   | 1er : Chine (5,46 EJ), 2e : Japon (3,55 EJ), 3e : Allemagne (3,29 EJ), 8e : France (1,68 EJ)                                                  |
| Énergie éolienne                | Production élec.    | 7e   | 2023  | 64,2     | TWh   | 2,8 %   | 1er : Chine (885,9 TWh, 38,1 %), 2e : États-Unis (18,5 %), 3e : Allemagne (6,1 %)                                                             |
| Énergie éolienne                | Puissance installée | 5e   | 2023  | 31,0     | GW    | 3,1 %   | 1er : Chine (441,9 GW, 43,4 %), 2e : États-Unis (14,5 %), 3e : Allemagne (6,8 %), 4e : Inde (4,4 %)                                           |
| Énergie éolienne                | % éolien/élec       | 6e   | 2023  | 22,5     | %     |         | 1er : Danemark (57,6 %) ; 2e : Royaume-Uni (28,7 %) ; 3e : Allemagne (27,0 %) ; 4e : Portugal (26,9 %)                                        |
| Énergie solaire photovoltaïque  | Production élec.    | 7e   | 2023  | 46,8     | TWh   | 2,9 %   | 1er : Chine (584,4 TWh, 35,6 %), 2e : États-Unis (14,7 %), 3e : Inde (6,9 %), 4e : Japon (5,9 %), 5e : Allemagne (3,7 %), 6e : Brésil (3,1 %) |
| Énergie solaire photovoltaïque  | Puissance installée | 8e   | 2023  | 28,7     | GWc   | 2,0 %   | 1er : Chine (609,4 GW, 43,2 %), 2e : États-Unis (9,8 %), 3e : Japon (6,2 %), 4e : Allemagne (5,8 %)                                           |
| Énergie solaire photovoltaïque  | % PV/élec           | 6e   | 2023  | 15,1     | %     |         | 1er : Chili (20,2 %), 2e : Hongrie (19,6 %), 3e : Grèce (17,4 %), 4e : Pays-Bas (16,5 %), 5e : Australie (15,3 %)                             |
| Énergie solaire thermodynamique | Production élec.    | 1er  | 2022  | 4,54     | TWh   | 33,3 %  | 2e : États-Unis (3,3 TWh, 23,9 %), 3e : Chine (15,2 %)                                                                                        |

## Histoire

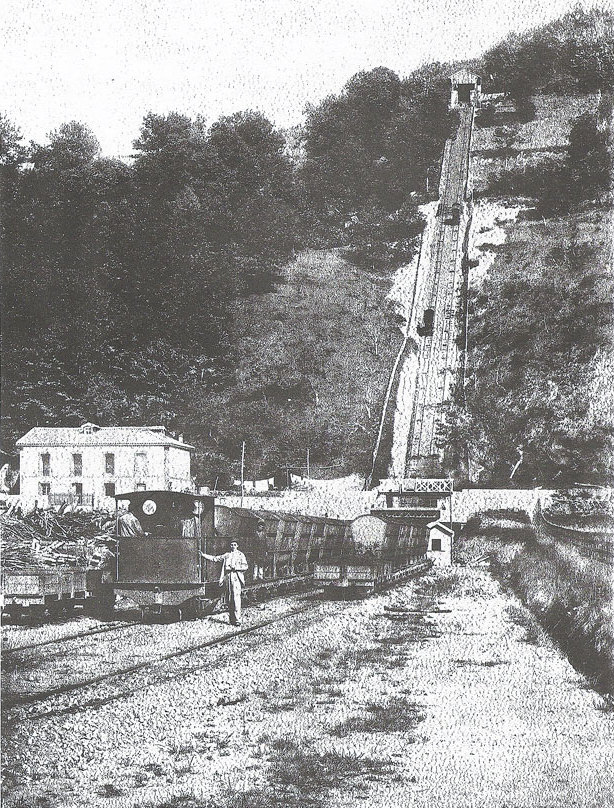
Plan incliné dans la mine de charbon "Mariana" (Mieres (Asturies), vers 1900).

Historiquement, un des facteurs qui ont limité le développement économique de l'Espagne a été la pauvreté en ressources énergétiques, en particulier le manque d'hydrocarbures liquides et gazeux et la mauvaise qualité et la rareté du charbon existant. La rareté des ressources a condamné traditionnellement le système énergétique national à une situation de déficit et de dépendance extérieure.
L'Espagne a commencé sa Révolution industrielle avec retard par rapport aux autres nations européennes, dans la seconde moitié du XIXe siècle.
Un des premiers défis énergétiques consista à tenter de remplacer par des ressources propres le charbon importé de Grande-Bretagne qui alimentait les  locomotives du réseau ferré espagnol naissant. Avec l'impulsion également de la Marine de Guerre, la production de charbon asturien connut une croissance rapide.
Cependant, la première crise énergétique grave se produisit au début de la Première Guerre mondiale (1914-1918) lorsque, du fait des hostilités, les importations de charbon se réduisirent. Après la guerre, l'Espagne misa sur le pétrole et l'industrie pétrolière en Espagne pour réduire sa dépendance du charbon anglais, mais du fait du monopole des grandes entreprises pétrolières se produisit une nouvelle crise. La dictature de Primo de Rivera promulgua donc la Ley del Monopolio de Petróleos de 1927, qui établit un monopole d'État sur le commerce et la transformation du pétrole, créant l'entreprise d'État CAMPSA.
Durant la période de l'entre-deux-guerres commença également le développement de l'énergie hydroélectrique avec la construction des premiers grands barrages. Mais après la Guerre Civile et la victoire de Franco en 1939, l'Espagne souffrit du blocus des Alliés, avec de fréquentes coupures de courant et autres difficultés. Dans ces années il ne fut pas possible de construire de nouvelles centrales hydroélectrique ou thermiques car la priorité était de relever le pays.
À mesure que l'économie du pays décollait et que l'Espagne sortait de son isolationnisme, la production d'énergie dut augmenter de nouveau pour soutenir cette croissance, grâce à l'exploitation des lignites galiciens et d'autres charbons nationaux, ainsi qu'à la construction de nouveaux barrages et de raffineries de pétrole. De plus, l'Espagne fut un pays pionnier dans le développement de l'énergie nucléaire pour la production d'électricité, avec l'inauguration de la Centrale nucléaire José Cabrera en 1969. Mais en 1973 survint la première crise du pétrole (voir Premier choc pétrolier), suivie par celle de 1979 (voir Deuxième choc pétrolier), qui perturbèrent gravement l'économie espagnole comme celle du monde entier.
L'ambitieux programme nucléaire espagnol se vit freiné dans les années 1980 par la vague anti-nucléaire déclenchée par la catastrophe nucléaire de Tchernobyl, et la nouvelle politique énergétique se tourna vers d'autres ressources : le gaz naturel, jugé moins polluant. Un gazoduc fut alors construit pour acheminer la fourniture de l'Algérie en passant par le Maroc, ainsi que des stations de regazéification pour recevoir les navires méthaniers qui le transportent sous forme liquide.
Plus récemment, dans les années 1990 et 2000 se répandit la conscience du fait que les sources d'énergie non renouvelables ne sont pas éternelles, ainsi qu'une croissante sensibilité environnementaliste, favorisant le fort développement des nouvelles énergies renouvelables : éolienne principalement, mais aussi solaire (thermique et photovoltaïque), biomasse, etc.
Pour la période récente, voir la section "politique énergétique".

## Production nationale
| Source                                                   | 1990  | %    | 2000  | %    | 2010  | %    | 2020  | %    | 2023  | % 2023 | var. 2023/1990 |
| Charbon                                                  | 492   | 33,9 | 334   | 25,3 | 138   | 9,6  | 0     | 0    | 0     | 0 %    | -100 %         |
| Pétrole                                                  | 49    | 3,4  | 10    | 0,7  | 5     | 0,4  | 1,2   | 0,1  | 0,03  | ε      | -99,9 %        |
| Gaz naturel                                              | 53    | 3,7  | 6     | 0,5  | 2     | 0,01 | 1,7   | 0,1  | 1,0   | 0,07 % | -98 %          |
| Total fossiles                                           | 594   | 41,0 | 349   | 26,5 | 145   | 10,0 | 3     | 0,2  | 1,0   | 0,07 % | -99,8 %        |
| Nucléaire                                                | 592   | 40,9 | 679   | 51,5 | 676   | 46,7 | 636   | 44,1 | 620   | 41,3 % | +5 %           |
| Hydraulique                                              | 92    | 6,3  | 102   | 7,7  | 152   | 10,6 | 110   | 7,6  | 90    | 6,0 %  | -2 %           |
| Biomasse-déchets                                         | 170   | 11,8 | 170   | 12,9 | 271   | 18,7 | 339   | 23,5 | 334   | 22,2 % | +96 %          |
| Solaire, éolien                                          | 1     | 0,1  | 19    | 1,4  | 203   | 14,0 | 356   | 24,6 | 457   | 30,4 % | x431           |
| Total EnR                                                | 263   | 18,2 | 290   | 22,0 | 626   | 43,2 | 804   | 55,7 | 881   | 58,6 % | +235 %         |
| Total                                                    | 1 449 | 100  | 1 318 | 100  | 1 447 | 100  | 1 443 | 100  | 1 503 | 100 %  | +4 %           |
| Source des données : Agence internationale de l'énergie. |       |      |       |      |       |      |       |      |       |        |                |

La production nationale couvre seulement 32,3 % des besoins du pays en 2023.

### Charbon
Les réserves de charbon prouvées et économiquement récupérables sont estimées par l'Agence fédérale allemande pour les sciences de la terre et les matières premières (BGR) fin 2022 à 868 Mt (millions de tonnes), et les ressources ultimes supplémentaires à 3 363 Mt ; il n'y a plus de production. Les réserves de lignite sont estimées à 319 Mt.
La production n'était plus que de 0,1 Mt en 2023, en baisse de 98 % depuis 2013.
Les effectifs des mines de charbon baissent rapidement : 4594 en 2010, 2795 en 2015, 1954 en 2016, 1714 en 2017.
Le 27 mai 2016, la Commission européenne a autorisé l’Espagne à subventionner la fin d’activité de filières charbonnières : 2,1 milliards d’euros seront consacrés à la fermeture de 26 mines de charbon et de lignite jugées non rentables. Les aides pourront être versées à la condition que les exploitations minières soient effectivement fermées avant 2019.

### Pétrole
En 2022, selon BGR, l'Espagne avait 20 Mt de réserves de pétrole économiquement exploitables, plus 43 Mt de ressources potentiellement récupérables ; sa production 2022 était inférieure à 0,05 Mt.

### Gaz naturel
Les réserves économiquement exploitables de gaz naturel en Espagne sont estimées en 2022 par BGR à 3 Gm3, plus 653 Gm3 de ressources potentielles ; la production 2022 est inférieure à 0,05 Gm3.

### Énergies renouvelables
- (es) Cet article est partiellement ou en totalité issu de l’article de Wikipédia en espagnol intitulé « Energía renovable en España » (voir la liste des auteurs).

Les énergies renouvelables n'ont joué en Espagne, jusqu'à la fin du XXe siècle, qu'un rôle limité dans la satisfaction de la demande d'énergie primaire et d'électricité ; elles étaient principalement représentées par l'énergie hydroélectrique. Cependant, depuis une quinzaine d'années, plusieurs gouvernements ont soutenu le développement des technologies éolienne et solaire.
En 2005, le gouvernement espagnol a approuvé une nouvelle loi dont l'objectif était de produire 30 % de l'énergie nationale à partir des énergies renouvelables jusqu'à parvenir à 20,1 GW en 2010 et 36 GW en 2020.
Il est prévu que la moitié de cette énergie provienne du secteur éolien, ce qui éviterait l'émission de 77 millions de tonnes de dioxyde de carbone

En 2011, le gouvernement espagnol a approuvé le Plan National des Énergies Renouvelables qui fixe des objectifs pour la période 2011-2020 de 35 000 MW installés en 2020 en éoliennes terrestres et 3 000 MW en éoliennes en mer.
Mais le nouveau gouvernement espagnol de Mariano Rajoy, après son arrivée au pouvoir fin 2011, a suspendu les dispositifs de soutien aux nouveaux projets d'énergies renouvelables : le ministère de l'Industrie a annoncé le 27 janvier 2012 la clôture temporaire du programme de tarifs d'obligation d'achat d'énergies renouvelables pour les nouveaux projets ; les projets déjà approuvés continueront à bénéficier de ces tarifs ; cette suspension est justifiée par la crise économique et surtout par le déficit dû au programme qui s'accumulait dans les comptes des opérateurs, ces derniers n'étant pas autorisés à répercuter les surcoûts d'achat d'énergies renouvelables dans leurs tarifs de vente, mais seulement à comptabiliser ces surcoûts dans des comptes d'attente ; le gouvernement prépare une réforme qui éliminera ces déficits, qui atteignent 26 milliards d'euros en 2013 ; l'État a dépensé plus de 50 milliards € d'aides aux renouvelables de 1998 à 2013, avec une hausse de 800 % à partir de 2005 ; le gouvernement annonce son intention de réduire fortement les aides à l'éolien. Cette décision va fortement ralentir le développement des énergies renouvelables ; cependant, les réglementations européennes amèneront l'Espagne à réintroduire tôt ou tard des politiques de soutien.
Ci-dessous est figurée l'évolution de la part des énergies renouvelables dans l'approvisionnement du pays en énergie primaire ; on y distingue aussi la dépendance de l'énergie hydroélectrique aux variations climatiques (années sèches ou pluvieuses) qui se voit clairement jusqu'au milieu de la décennie 2000 ; la baisse observée en 2011 provient d'une faible hydraulicité ; en 2012, les précipitations ont été encore plus faibles, mais la progression des autres EnR a compensé le déficit hydraulique ; en 2013 et 2014, la baisse de la consommation (-6,4 % puis -2,2 %) a fait croître la part des EnR ; en 2015, la sécheresse a fait chuter la production hydroélectrique de 27 %, les mauvaises conditions de vent ont réduit la production éolienne, et le redressement de la consommation a contribué à réduire la part des EnR ; en 2016, elle s'est légèrement redressée grâce à une hydraulicité en hausse de 30,6 % ; en 2017, la baisse de 48,4 % de la production hydroélectrique l'a fait chuter à nouveau:
Parmi les énergies renouvelables, en dehors des énergies électriques (hydraulique, éolien, solaire) qui sont traitées dans l'article Électricité en Espagne, l'essentiel des ressources provient de la biomasse, utilisée soit directement (combustion de bois ou de déchets agricoles pour le chauffage), soit pour produire des biocarburants tels que l'éthanol ou le biodiesel, ou du biogaz. Selon le Conseil Mondial de l'Énergie (World Energy Council), les ressources en résidus agricoles disponibles étaient estimées à 5,8 Mtep en 2008 (avec un potentiel de 12,8 Mtep), et la production de biocarburants était de 257 kt (kilotonnes) pour l'éthanol (capacité de production : 415 kt) et de 150 kt pour le biodiesel (capacité : 322 kt).

## Déficit énergétique
La dépendance énergétique extérieure de l'Espagne est supérieure à la moyenne de l'Union européenne. Le degré d'autosuffisance en énergie primaire (rapport entre production intérieure et consommation totale d'énergie primaire) a été en 2017 de 25,7 %, autrement dit 74,3 % de l'énergie primaire consommée est importée de l'extérieur. Dans le tableau suivant est détaillée l'évolution du degré d'autosuffisance :
| Année                                                                   | degré d'autosuffisance en énergie primaire |
| ----------------------------------------------------------------------- | ------------------------------------------ |
| 1975                                                                    | 22,6                                       |
| 1985                                                                    | 38,9                                       |
| 1995                                                                    | 28,0                                       |
| 1998                                                                    | 25,6                                       |
| 2003                                                                    | 22,1                                       |
| 2008                                                                    | 21,6                                       |
| 2009                                                                    | 22,9                                       |
| 2010                                                                    | 26,1                                       |
| 2011                                                                    | 24,4                                       |
| 2012                                                                    | 26,8                                       |
| 2013                                                                    | 29,7                                       |
| 2014                                                                    | 26,8                                       |
| 2015                                                                    | 27,2                                       |
| 2016                                                                    | 27,7                                       |
| 2017                                                                    | 25,7                                       |
| Sources: 1975-1998, 2003-2016 : Ministerio para la Transicion Ecologica |                                            |

L'amélioration observée de 2009 à 2013 résulte de la baisse de la consommation d'énergie causée par la crise. La reprise économique à partir de 2014 a fait chuter le degré d'autonomie énergétique et la forte baisse de la production hydroélectrique causée par la sécheresse l'a encore amoindri en 2017.

## Consommation intérieure d'énergie primaire
Selon l'Agence internationale de l'énergie, la consommation d'énergie primaire de l'Espagne s'élevait en 2023 à 4,65 EJ, en progression de 23 % par rapport à 1990, dont 68,5 % de combustibles fossiles (pétrole : 43,4 %, gaz naturel : 22,7 %, charbon : 2,4 %), 13,3 % de nucléaire et 19,2 % d'énergies renouvelables (solaire et éolien : 9,8 %, biomasse et déchets : 7,5 %, hydroélectricité : 1,9 %). La consommation d'énergie primaire par habitant était en 2023 de 96,4 GJ, en hausse de 0,6 % par rapport à 1990, 23 % au-dessus de la moyenne mondiale (78,3 GJ), mais 26 % au-dessous de celle de la France : 130,6 GJ, 21 % au-dessous de celle de l'Allemagne : 121,6 GJ et 64 % au-dessous de celle des États-Unis : 268,9 GJ.
L'Energy Institute estime la consommation d'énergie primaire de l'Espagne, avec des conventions différentes de celles de l'AIE, à 5,66 EJ en 2023, en baisse de 1,1 % en 2023 et de 0,4 % en dix ans, soit 0,9 % de la consommation mondiale. La part des combustibles fossiles dans cette consommation est de 66,1 % (pétrole : 45,4 %, gaz naturel : 18,6 %, charbon : 2,1 %), celle de l'énergie nucléaire de 9,0 % et celle des énergies renouvelables de 24,9 %, dont 4,2 % d'hydroélectricité. La consommation par habitant en 2023 était de 119,2 GJ, 55 % au-dessus de la moyenne mondiale (77 GJ), mais 11 % au-dessous de celle de la France : 133,8 GJ, 13 % au-dessous de celle de l'Allemagne : 137,0 GJ et 57 % au-dessous de celle des États-Unis : 277,3 GJ.
Pour des raisons techniques, il est temporairement impossible d'afficher le graphique qui aurait dû être présenté ici.

Consommation intérieure d'énergie primaire en Espagne
Source : AIE
On observe sur le graphique ci-contre l'impact très marqué de la crise économique de 2008 et de celle de 2020.
| Source                                                  | 1990  | %     | 2000  | %    | 2010  | %    | 2020  | %    | 2023  | % 2023 | var. 2023/1990 |
| Charbon                                                 | 807   | 21,4  | 877   | 17,3 | 325   | 6,1  | 123   | 2,7  | 112   | 2,4 %  | -86 %          |
| Pétrole                                                 | 1 904 | 50,5  | 2 579 | 50,8 | 2 416 | 45,3 | 1 845 | 40,4 | 2 017 | 43,4 % | +6 %           |
| Gaz naturel                                             | 208   | 5,5   | 637   | 12,5 | 1 303 | 24,5 | 1 169 | 25,6 | 1 056 | 22,7 % | +408 %         |
| Total fossiles                                          | 2 918 | 77,4  | 4 093 | 80,6 | 4 044 | 75,9 | 3 138 | 68,7 | 3 185 | 68,5 % | +9 %           |
| Nucléaire                                               | 592   | 15,7  | 679   | 13,4 | 676   | 12,7 | 636   | 13,9 | 620   | 13,3 % | +5 %           |
| Hydraulique                                             | 92    | 2,4   | 102   | 2,0  | 152   | 2,9  | 110   | 2,4  | 90    | 1,9 %  | -2 %           |
| Biomasse-déchets                                        | 170   | 4,5   | 173   | 3,4  | 289   | 5,4  | 316   | 6,9  | 347   | 7,5 %  | +104 %         |
| Solaire, éolien                                         | 1     | 0,03  | 19    | 0,4  | 203   | 3,8  | 356   | 7,8  | 457   | 9,8 %  | x431           |
| Total EnR                                               | 263   | 7,0   | 293   | 5,8  | 638   | 12,1 | 782   | 17,1 | 894   | 19,2 % | +240 %         |
| Solde exp.électricité                                   | -1,5  | -0,04 | 16    | 0,3  | -30   | -0,6 | 12    | 0,3  | -50   | -1,1 % | ns             |
| Total                                                   | 3 772 | 100   | 5 081 | 100  | 5 334 | 100  | 4 568 | 100  | 4 649 | 100 %  | +23 %          |
| Source des données : Agence internationale de l'énergie |       |       |       |      |       |      |       |      |       |        |                |

### Charbon
La consommation intérieure brute de charbon en 2023 s'élevait à 112 PJ, en baisse de 86 % par rapport à 1990. La production nationale a cessé depuis 2019. La consommation des centrales électriques était en 2022 de 82 PJ, soit 52 % de la consommation totale.

#### Importations de charbon
En 2023, l'Espagne a importé 176 PJ de charbon et en a importé 93 PJ ; le solde importateur de l'Espagne s'est donc élevé à 83 PJ. Les importations étaient de 297 PJ en 1990 et leur niveau maximal, atteint en 2004, était de 622 PJ.

### Pétrole
La consommation de pétrole s'élève en 2023 à 2,57 EJ, en baisse de 1,6 % en 2023, mais en hausse de 6 % en dix ans ; elle représente 1,3 % de la consommation mondiale (France : 1,4 %, Allemagne : 2,0 %).
La consommation d'énergie primaire d'origine pétrolière en 2017 a été de 57,97 Mtep (+5,9 %), soit 44,3 % de la consommation d'énergie totale du pays ; la consommation finale de produits pétroliers a été de 47,41 Mt (+1,7 %), soit 53,2 % de la consommation finale d'énergie ; la production nationale de brut a été de 122 kt en 2017 (-15 %) ; la quasi-totalité du brut utilisé en Espagne a donc été importée et le sera totalement à partir de juin 2021, date à laquelle la production nationale s'arrête pour motif écologique.

#### Importations de pétrole
| Pays            | 2007   | 2008   | 2009    | 2010   | 2011   | 2012    | 2013   | 2014   | 2015   | 2016   | % en 2017 |  |
| Mexique         | 7,18   | 7,71   | 5,66    | 5,93   | 6,13   | 8,68    | 8,94   | 8,56   | 8,88   | 9,23   | 14,6 %    |  |
| Nigeria         | 4,86   | 5,04   | 5,40    | 5,58   | 6,91   | 8,43    | 7,61   | 9,90   | 10,82  | 8,11   | 14,4 %    |  |
| Arabie saoudite | 5,47   | 6,40   | 5,81    | 6,57   | 7,66   | 7,94    | 8,14   | 7,24   | 6,81   | 6,59   | 9,7 %     |  |
| Irak            | 3,25   | 1,83   | 2,25    | 1,90   | 3,86   | 4,87    | 2,01   | 1,87   | 2,16   | 5,19   | nd        |  |
| Russie          | 12,74  | 8,81   | 8,20    | 6,58   | 7,98   | 8,18    | 8,13   | 7,07   | 7,93   | 5,07   | nd        |  |
| Libye           | 4,90   | 5,96   | 5,04    | 6,83   | 1,16   | 4,89    | 2,85   | 1,43   | 1,60   | 2,70   | 8,3 %     |  |
| Iran            | 4,51   | 6,80   | 6,27    | 7,67   | 7,49   | 1,10    | 0      | 0      | 0      | 2,51   | 6,7 %     |  |
| Royaume-Uni     | 0,69   | 1,43   | 1,19    | 0,40   | 0,16   | 0       | 0,40   | 1,36   | 1,79   | 1,79   | nd        |  |
| Algérie         | 0,39   | 1,63   | 1,08    | 1,01   | 0,54   | 1,65    | 3,18   | 2,08   | 2,93   | 1,52   | nd        |  |
| Venezuela       | 2,12   | 1,87   | 2,68    | 0,79   | 0,42   | 2,58    | 2,37   | 2,92   | 3,19   | 1,12   | nd        |  |
| Total           | 60,47  | 57,51  | 58,51   | 52,30  | 52,46  | 52,15   | 58,81  | 57,87  | 59,05  | 64,63  | 64,17     |  |
| Variation       | -4,9 % | +1,7 % | -10,6 % | +0,3 % | -0,6 % | +12,8 % | -1,6 % | +2,0 % | +9,4 % | -0,7 % |           |  |

Les totaux par région sont :
- Moyen-Orient : 25,4 % en 2006, 37,2 % en 2011, 13,9 % en 2015, 22,3 % en 2016, 22,5 % en 2017
- Afrique : 31 % en 2006, 27,2 % en 2011, 36,3 % en 2015, 26,8 % en 2016, 32,6 % en 2017
- Europe (y c. Russie) : 24,4 %  en 2006, 17,2 % en 2011, 19,6 % en 2015, 15,4 % en 2016, 18,8 % en 2017
- Amérique : 18,5 % en 2006, 16,7 % en 2011, 27,3 % en 2015, 25,4 % en 2016, 26,1 % en 2017[e 5].

#### Raffineries de pétrole

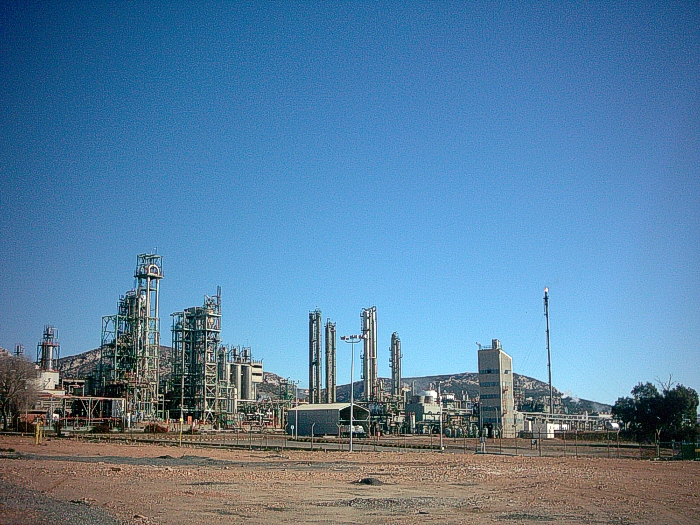
Raffinerie de Puertollano.

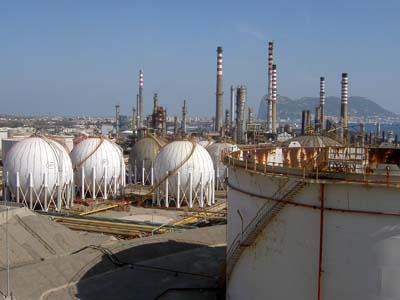
Raffinerie de Gibraltar-San Roque.

En 2023, la capacité des raffineries espagnoles s'élève à 1,59 Mbl/j (millions de barils par jour), soit 1,5 % du total mondial. Leur production en 2023 atteint 1,24 Mbl/j soit 1,5 % du total mondial, légèrement supérieure à la consommation nationale : 1,23 Mbl/j.
L’Espagne compte neuf raffineries:
| Localisation                           | Propriétaire | Nom                                   |
| Tarragone (Catalogne)                  | Repsol YPF   |                                       |
| Puertollano (Castille-La Manche)       | Repsol YPF   | Refinería de Puertollano              |
| Carthagène (Murcie)                    | Repsol YPF   |                                       |
| Bilbao (Pays basque)                   | Petronor     |                                       |
| La Corogne (Galice)                    | Repsol YPF   |                                       |
| Castellón (Communauté valencienne)     | BP           | BP Oil Refinería de Castellón, S.A.U. |
| Huelva (Andalousie)                    | Cepsa        | Refinería La Rábida                   |
| San Roque (Andalousie)                 | Cepsa        | Refinería de Gibraltar-San Roque      |
| Santa Cruz de Tenerife (Îles Canaries) | Cepsa        | Refinería de Santa Cruz de Tenerife   |

#### Réseau d'oléoducs
La carte du réseau d'oléoducs de l'Espagne fait apparaître une structure partant des ports d'approvisionnement, auprès desquels sont situées les huit raffineries (sauf celle de Puertollano), pour alimenter l'intérieur du pays.

### Gaz naturel
En 2023, l'Espagne a consommé 29,3 Gm3 de gaz naturel, en baisse de 11,1 % en 2023 et de 3,3 % depuis dix ans, soit 0,7 % de la consommation mondiale.
La consommation de gaz naturel s'élevait à 350,9 TWh en 2017, en hausse de 9 % par rapport à 2016, mais inférieure de 13 % à celle de 2009, répartie en :
- 275,2 TWh (78 %) pour l'industrie et les secteurs résidentiel et commercial ;
- 75,7 TWh (22 %) pour la production d'électricité (en hausse de 26,8 % par rapport à 2016 à cause de la chute de la production hydroélectrique).

Les centrales à cycle combiné utilisant le gaz naturel comme combustible assuraient 16,7 % de la production électrique en 2017.
La production nationale de gaz naturel était en 2017 de 308 GWh, en forte baisse (-50 %) ; elle ne couvre que 0,09 % de la consommation du pays.

#### Importations-exportations
L'Energy Institute estime les importations de gaz naturel liquéfié (GNL) à 24,9 Gm3 en 2023, soit 4,5 % des importations mondiales de GNL, au 7e rang mondial derrière la Chine (17,8 %), le Japon (16,4 %), la Corée du sud (11,0 %), l'Inde (5,6 %), la France (5,6 %) et Taïwan (5,0 %) ; elles ont baissé de 13,5 % en 2023, mais progressé de 59 % depuis 2013. Elles provenaient pour l'essentiel des États-Unis (30 %), de Russie (26 %), du Nigeria (19 %) et de l'Algérie (7 %). L'Energy Institute ne fournit plus le détail des importations par gazoducs de l'Union européenne.
Les importations totales de gaz naturel (GNL + gazoducs) de l'Espagne s'élèvent à 1 427 PJ en 2023 et ses exportations à 266 PJ. En 2022, son solde importateur de 1 362 PJ la classait au 9e rang mondial, derrière la France (1 507 PJ), au 8e rang.
Les importations de gaz naturel ont atteint 33,2 Gm3 en 2020, au 13e rang mondial, dont 12,3 Gm3 par gazoduc et 20,9 Gm3 par voie maritime (GNL). Les principaux fournisseurs sont l'Algérie (9,6 Gm3), les États-Unis 5,4 Gm3, le Nigéria 4,0 Gm3, la Russie 3,4 Gm3 et le Qatar 3,1 Gm3.
Les importations de gaz naturel ont atteint 389,29 TWh en 2017 (+6,8 %) :
| Pays              | 2008   | 2009   | 2010   | 2011   | 2012   | 2013   | 2014   | 2015   | 2016   | 2017   | % 2017 |
| Algérie           | 139,68 | 128,36 | 121,47 | 135,80 | 150,19 | 192,04 | 211,89 | 218,75 | 207,0  | 188,01 | 48,2 % |
| Nigeria           | 83,30  | 44,27  | 75,49  | 70,70  | 54,84  | 37,11  | 31,65  | 43,32  | 52,8   | 48,59  | 12,5 % |
| Pérou             | nd     | nd     | nd     | nd     | nd     | 16,90  | 13,97  | 10,79  | 20,15  | 39,51  | 10,1 % |
| Qatar             | 51,57  | 45,67  | 59,07  | 46,62  | 40,96  | 40,64  | 35,04  | 34,02  | 28,94  | 38,98  | 10,0 % |
| Norvège           | 27,58  | 35,31  | 33,77  | 29,42  | 40,77  | 13,37  | 14,06  | 32,13  | 38,42  | 38,60  | 9,9 %  |
| France            | nd     | nd     | nd     | nd     | nd     | 45,56  | 49,23  | 12,8   | 7,8    | 15,56  | 4,0 %  |
| États-Unis        | -      | -      | -      | -      | -      | -      | -      | -      | 0,85   | 8,54   | 2,2 %  |
| Trinité-et-Tobago | 50,20  | 44,93  | 32,31  | 24,89  | 23,96  | 22,44  | 23,48  | 12,75  | 7,31   | 6,12   | 1,6 %  |
| Total             | 410,13 | 369,39 | 371,50 | 358,99 | 354,64 | 376,18 | 384,68 | 364,95 | 365,02 | 389,69 | 100 %  |

NB : la rubrique "France" regroupait en 2013-2014 des importations par gazoducs en provenance de Norvège, Pays-Bas, etc., qui figuraient jusqu'en 2012 dans les importations de ces pays ; les importations par méthaniers restent bien entendu attribuées à leur pays d'origine ; en 2015, les importations de Norvège via la France sont à nouveau isolées.

gazoducs transméditerranéens : en bleu, le gazoduc Medgaz de Hassi-R'Mel à Almeria.

La majorité de ces importations (53 % en 2017) se font par gazoducs depuis la France (22 %), le Portugal et surtout l'Algérie (gazoducs Magreb 42 % et Medgaz 36 %), le reste par méthanier sous forme de GNL. En 2017, 216 cargaisons de méthaniers ont été réceptionnées, avec une cargaison moyenne de 852 GWh ; les terminaux de Barcelone, Huelva et Bilbao ont reçu les volumes les plus importants. Les gazoducs Maghreb-Europe et Medgaz qui acheminent le gaz algérien depuis 2011 représentent les principaux points d'entrée du gaz en Espagne. Les exportations ont baissé de 28 % à 30,75 TWh, surtout vers le Portugal (29,85 TWh, -18 %) et vers la France (0,89 TWh, -86 %).
Le gazoduc Medgaz comporte une section à terre de 547 km de Hassi R'Mel au port de Beni Saf, puis une section sous-marine de 200 km jusqu'à Almeria. Sa capacité est de 8 milliards de m³/an.
Le projet de gazoduc Midi-Catalogne (Projet MidCat-STEP) doublerait la capacité de transport de gaz d'Espagne vers la France, grâce à 224 kilomètres de nouvelles canalisations à travers les Pyrénées ; ce projet nécessiterait 3,1 milliards d'euros d'investissements, dont 2,7 milliards à la charge de la France ; l'Espagne pousse ce projet pour rentabiliser ses terminaux méthaniers qui tournent au ralenti. La Commission de régulation de l’énergie (CRE) critique en 2016 ce projet dont les études préparatoires sont financés par l'Union européenne : selon la CRE, la France est aujourd'hui bien interconnectée avec ses voisins et l'utilité de ce projet n'est pas démontrée. La crise du gaz russe ne change pas la position de la France, motivée par l’impact environnemental et le coût très élevé des travaux estimés à 450 millions €. Si l’UE juge le projet « crucial », la Commission européenne ne s'est pas encore engagée à le financer, souhaitant financer prioritairement les énergies renouvelables. Le gouvernement socialiste de Pedro Sanchez plaide donc pour un gazoduc compatible avec le transport d'hydrogène vert.

#### Réseau de gazoducs et terminaux méthaniers
Le réseau intérieur de gazoducs atteignait 87 070 km (+2,3 %) à fin 2017 .
La capacité des installations de regazéification atteignaient 6,86 Mm3/h (millions de mètres cubes par heure) fin 2017, sans changement depuis 2010 :
- Barcelone : 1,95 Mm3/h ;
- Cartagène : 1,35 Mm3/h ;
- Huelva : 1,35 Mm3/h ;
- Bilbao : 0,8 Mm3/h ;
- Sagunto : 1,0 Mm3/h ;
- Mugardos (en Galice, près du Ferrol): 0,413 Mm3/h.

Trois nouveaux terminaux de regazéification sont en cours d'autorisation :
- El Musel (Gijón) : 0,8 Mm3/h ;
- Tenerife (Canaries) :0,15 Mm3/h ;
- Gran Canaria (Canaries) :0,15 Mm3/h.

La carte du réseau de gazoducs montre une irrigation assez complète du territoire national, avec quatre axes principaux nord-sud reliés par plusieurs connexions est-ouest.
À la suite de l'invasion de l'Ukraine par la Russie en 2022, les flux entre l'Espagne et la France se sont inversés : l'Espagne, jusque-là importatrice, est devenue exportatrice nette vers la France, du fait de l'abondance de ses importations de GNL. L'Espagne relance donc son projet de renforcement de l'interconnexion gazière entre la France et l'Espagne, soutenu par Teréga et son homologue espagnol Enagás, qui avait été rejeté par les régulateurs des deux pays en 2019 ; il s'agit d'un gazoduc de 230 km entre Figueras et Barbaira (Aude), qui permettrait de doubler les capacités d'interconnexion actuelles.
Les capacités de stockage sont de 3,32 Mm3 dans les terminaux méthaniers énumérés ci-dessus, plus 1,55 Mm3 au stockage sous-marin Gaviota (ancien gisement offshore) à 8 km au large de Bermeo (Biscaye) et 1,9 Mm3 dans les stockages souterrains de l'intérieur :
- Serrablo (Aragon) : 0,82 Mm3 ;
- Marismas (Andalousie) : 0,06 Mm3 ;
- Yela (Castille) : 1,05 Mm3.

Le projet MidCat-STEP de gazoduc entre la Catalogne et le Midi de la France, à travers les Pyrénées, est définitivement abandonné après l'annonce, le 20 octobre 2022, par l'Espagne, la France et le Portugal, d'un accord sur la construction d'un nouveau gazoduc reliant Barcelone à Marseille en passant sous la Méditerranée. Ce gazoduc serait destiné au transport de l'hydrogène vert et d'autres gaz renouvelables, mais le gaz naturel fossile pourra y circuler « comme source d'énergie temporaire et transitoire, dans une proportion limitée » (une limite de 15 % est évoquée). Sa mise en service est prévue au plus tôt en 2030. Les opérateurs gaziers espagnol (Enagas), portugais (REN) et français (Teréga et GRTgaz) ont transmis des éléments préliminaires aux trois gouvernements concernés : la longueur du gazoduc posé au fond de la mer varierait entre 350 et 450 km, selon trois tracés possibles ; le coût du projet serait de l'ordre de deux milliards d'euros.  Ce projet est contesté par des ONG inquiètes pour les fonds marins de la Méditerranée. Le bilan carbone du transport d'hydrogène sur de longues distances est aussi mis en cause. Emmanuel Macron déclarait le 5 septembre 2022 : « Il serait aberrant de transporter de l'hydrogène de l'Espagne à la France. Ce qu'il faudrait transporter, c'est l'électricité bas carbone produite en Espagne pour aller faire l'électrolyse sur les sites industriels qui auraient besoin d'hydrogène ».
L'Espagne, la France et le Portugal lancent le 9 décembre 2022 le projet « H2Med », qui englobe deux gazoducs : l'un, court, entre le Portugal et l'Espagne, et l'autre, plus long et plus complexe, le « BarMar », qui reliera par voie sous-marine Barcelone et Marseille pour transporter 2 Mt/an d'hydrogène vert produit dans la péninsule ibérique à partir de 2030, soit 20 % du total des objectifs de production européens. Le coût du chantier est estimé à 2,5 milliards €, dont la moitié serait couverte par des fonds européens.

#### Commercialisateurs
- (es) Cet article est partiellement ou en totalité issu de l’article de Wikipédia en espagnol intitulé « Gas natural en España » (voir la liste des auteurs).

Part de marché dans la commercialisation par entreprise (3e trimestre 2010):
| Entreprise       | Pourcentage |
| Gas Natural      | 38,71 %     |
| Unión Fenosa Gas | 14,59 %     |
| Endesa           | 11,44 %     |
| Iberdrola        | 9,20 %      |
| Naturgas         | 6,42 %      |
| Cepsa            | 5,57 %      |
| GDF Suez         | 2,67 %      |
| Shell            | 2,66 %      |
| BP               | 2,43 %      |
| E.ON             | 2,14 %      |
| autres           | 4,71 %      |

### Énergie nucléaire
Les besoins en uranium des centrales nucléaires espagnoles ont été de 1 408 tU en 2015 et 1 163 tU en 2016, entièrement importés.

## De la production à la consommation finale
L'approvisionnement de l'Espagne en énergie primaire provient de la production locale et d'importations, dont il faut soustraire les exportations et les soutes internationales, puis ajouter ou retrancher les variations de stocks.
Ces ressources sont ensuite transformées (moyennant des pertes de transformation et de transport) par la filière énergétique, puis consommées pour des usages non énergétiques (bitume, chimie, …) ou énergétiques : consommation finale d'énergie par les utilisateurs.
Tous ces flux peuvent se résumer en un tableau de bilan énergétique :
| Bilan énergétique 2022        |       |         |                                                 |       |        |
| Ressources                    | PJ    | %       | Emplois                                         | PJ    | %      |
| Production d’énergie primaire | 1 454 | 30,2 %  | Consommation branche énergie et pertes          | 1 406 | 29,2 % |
| Importations-exportations     | 3 990 | 82,9 %  | Consommation finale non énergétique             | 210   | 4,4 %  |
| Var. stocks+soutes            | -629  | -13,1 % | Consommation finale énergétique                 | 3 199 | 66,4 % |
| Total ressources              | 4 815 | 100 %   | Total emplois : Consommation d'énergie primaire | 4 815 | 100 %  |

Les consommations de la branche énergie sont surtout les pertes de conversion (20 %) et les consommations propres des installations de production et de transport d'énergie (7,2 %).

## Consommation d'énergie finale
Pour des raisons techniques, il est temporairement impossible d'afficher le graphique qui aurait dû être présenté ici.

Consommation finale d'énergie en Espagne
Source : AIE
Le graphique ci-contre montre la progression quasi continue des consommations de pétrole, de gaz et d'électricité jusqu'à 2007. Mais la crise de 2008 a causé une chute très importante des consommations : -22,6 % entre 2007 et 2014, suivie d'une reprise : +9,1 % entre 2014 et 2018. La crise du Covid cause une nouvelle chute de 10 % en 2020, suivie d'une remontée de 7,4 % en 2021.
| Source d'énergie     | 1990  | %      | 2000  | %      | 2010  | %      | 2020  | %      | 2022  | % 2022 | var.2022 /1990 |
| Charbon              | 142   | 5,6 %  | 57    | 1,6 %  | 37    | 1,0 %  | 27    | 0,8 %  | 29    | 0,9 %  | -79 %          |
| Produits pétroliers  | 1 603 | 63,0 % | 2 184 | 61,0 % | 2 093 | 54,2 % | 1 570 | 48,7 % | 1 777 | 52,1 % | +11 %          |
| Gaz naturel          | 181   | 7,1 %  | 515   | 14,4 % | 621   | 16,1 % | 597   | 18,5 % | 549   | 16,1 % | +203 %         |
| Biomasse-déchets     | 164   | 6,5 %  | 144   | 4,0 %  | 223   | 5,8 %  | 225   | 7,0 %  | 231   | 6,8 %  | +41 %          |
| Solaire thermique    | 1     | 0,04 % | 1,5   | 0,04 % | 7     | 0,2 %  | 14    | 0,4 %  | 14    | 0,4 %  | +1376 %        |
| Électricité          | 453   | 17,8 % | 678   | 19,0 % | 881   | 22,8 % | 791   | 24,5 % | 808   | 23,7 % | +78 %          |
| Total consom. finale | 2 544 | 100 %  | 3 579 | 100 %  | 3 862 | 100 %  | 3 224 | 100 %  | 3 409 | 100 %  | +34 %          |
| Source : AIE.        |       |        |       |        |       |        |       |        |       |        |                |

La répartition par secteur de la consommation finale énergétique en 2022 est la suivante : transport : 42,1 % ; industrie : 23,3 % ; résidentiel : 18,4 % ; tertiaire : 12,2 % ; agriculture et pêche : 3,7 % ; non spécifié : 0,3 %. Les usages non énergétiques ont représenté 210 PJ en 2022, soit 6,1 % de la consommation finale totale.
Les énergies renouvelables électriques ont produit 31,7 % de l'électricité du pays en 2017, soit 7,2 % de la consommation finale ; avec les EnR thermiques (6,4 %), les énergies renouvelables couvrent au total 13,6 % de la consommation finale d'énergie.
La part des énergies renouvelables dans la consommation finale brute d'énergie, calculée selon les règles de la Directive 2009/28/CE (avec correction des variations climatiques), est passée de 8,3 % en 2004 à 10,7 % en 2008, 13,8 % en 2010, 16,2 % en 2015, 17,4 % en 2016 et 17,5 % en 2017.
La répartition modale de la consommation d'énergie des transports a évolué comme suit :
| Source d'énergie      | 2000   | 2017   |
| transport routier     | 79,5 % | 77,4 % |
| transport aérien      | 13,7 % | 18,1 % |
| transport fluvial     | 4,2 %  | 2,6 %  |
| transport ferroviaire | 2,2 %  | 1,1 %  |

La répartition par sources d'énergie de la consommation du secteur résidentiel s'est profondément modifiée :
| Source d'énergie    | 2000   | 2017   |
| électricité         | 31,3 % | 39,4 % |
| produits pétroliers | 33,9 % | 17,3 % |
| gaz naturel         | 16,8 % | 24,5 % |
| renouvelables       | 16,8 % | 18,3 % |
| autres              | 1,2 %  | 0,5 %  |

La répartition par usages de la consommation résidentielle est très différente de la répartition moyenne dans l'Union européenne, pour l'essentiel du fait des facteurs climatiques :
| Usage                 | Espagne part en 2017 | UE-28 part en 2016 |
| chauffage             | 43,1 %               | 65,1 %             |
| appareils électriques | 24,4 %               | 14,5 %             |
| eau chaude sanitaire  | 19,2 %               | 13,1 %             |
| cuisine               | 7,8 %                | 5,2 %              |
| éclairage             | 4,6 %                | 1,7 %              |
| air conditionné       | 0,9 %                | 0,5 %              |

## Secteur électrique

Évolution de la production électrique en Espagne en TWh (1980-2011)
source données : EIA

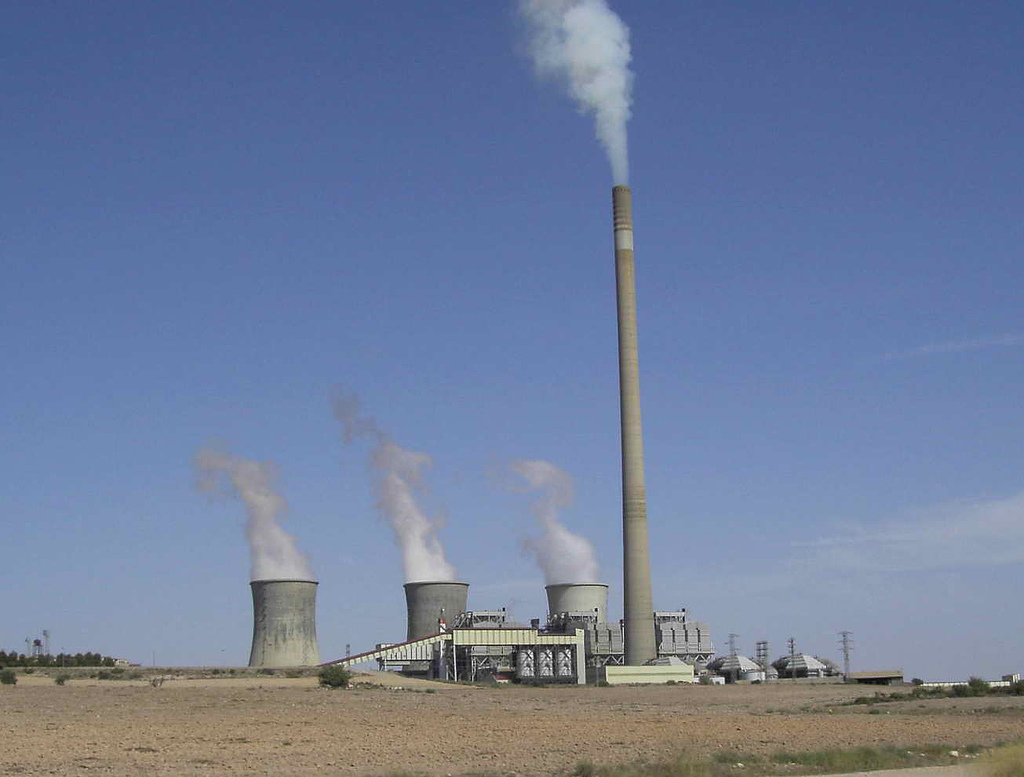
Centrale thermique de Teruel (Province de Teruel)

En 2023, l'Espagne a produit 285,5 TWh d'électricité, dont 27,4 % à partir de combustibles fossiles (gaz naturel : 22,5 %, pétrole : 3,3 %, charbon : 1,6 %), 19,9 % de nucléaire et 52,7 % d'énergies renouvelables (éolien : 22,5 %, solaire photovoltaïque : 15,1 %, hydroélectricité : 10,9 %, solaire thermodynamique : 1,8 %, biomasse : 1,8 %, déchets : 0,6 %, marée : 0,004 %).
L'Energy Institute estime la production de l'Espagne à 282,0 TWh en 2023, en baisse de 3,6 % en 2023 et de 1,2 % par rapport à 2013. La part de l'Espagne dans la production mondiale est de 0,9 %. La part des combustibles fossiles tombe à 27,2 % (gaz naturel : 21,9 %, pétrole : 3,8 %, charbon : 1,5 %), celle du nucléaire est de 20,1 % et celle des énergies renouvelables de 50,4 % (hydroélectricité : 9,0 %, éolien : 22,8 %, solaire : 16,6 %, biomasse-déchets : 1,9 %).

## Politique énergétique
La politique énergétique des pays développés tente de concilier les objectifs de sécurité d'approvisionnement, de contribution de l'énergie à l'amélioration de la compétitivité économique, avec l'intégration des objectifs environnementaux, particulièrement ceux qui concernent les émissions de gaz à effet de serre.
En 1983, le gouvernement socialiste de Felipe González promulgua un moratoire nucléaire (encore en vigueur); alors commença la discussion sur le devenir de l'énergie nucléaire. De nouveau en 2005, avec un gouvernement socialiste et face à la montée des prix des combustibles fossiles importés, se rouvrit le débat sur la nécessité de l'énergie nucléaire, qui continue à être rejetée par le PSOE (et d'autres groupes politiques) et les écologistes.
À partir du milieu des années 1990, cependant, la politique énergétique s'orienta vers la stimulation des énergies renouvelables, avec un système de primes qui a provoqué le décollage de ces technologies, dont l'énergie éolienne constitue l'exemple de succès le plus accompli, puisqu'en 2016 elle couvre 18,2 % de la demande électrique. Mais le gouvernement Rajoy a supprimé ces primes en 2012, stoppant le développement des énergies renouvelables.
Entre 2004 et 2007, les gouvernements de plusieurs communautés autonomes approuvèrent des lois telles que la Ley de Fomento de las Energías Renovables d'Andalousie, qui rendent obligatoire l'installation de panneaux solaires sur les bâtiments de logements de construction neuve ou qui doivent subir une rénovation intégrale, à usage de chauffage et eau chaude, afin de réduire la dépendance du gaz naturel, du gazole et du butane. Cette mesure avait déjà été adoptée antérieurement par les conseils municipaux de diverses cités comme Madrid et Barcelone.
En juillet 2021, le gouvernement espagnol lance un programme de 4,3 milliards € de fonds publics d'ici à 2023 pour impulser la transformation de l'industrie automobile espagnole vers la production de véhicules non polluants et la réorientation de tout le secteur vers la mobilité verte. Financé essentiellement à travers les fonds « Next Generation UE », ce programme devrait servir de levier pour débloquer les investissements des fabricants et capter jusqu'à 19,7 milliards € de fonds privés. Volkswagen annonce son intention de profiter des aides publiques pour localiser en Espagne une troisième « gigafactory » de batteries (après l'Allemagne et la Suède), et de produire dans la péninsule 500 000 véhicules électriques par an pour les marques du groupe à partir de 2025.
Le 24 septembre 2024, l'Espagne remet à la Commission européenne son nouveau plan énergie et climat 2023-2030, qui revoit à la hausse ses ambitions en matière de décarbonation, présentant une centaine de mesures pour y arriver. La dépendance aux énergies fossiles importées devrait baisser de 70 % en 2023 à 50 % en 2030, tous secteurs confondus, et la part des énergies renouvelables dans la production d'électricité devrait atteindre 80 % en 2030. Le plan confirme la disparition totale du charbon en 2025 et maintient son calendrier de fermeture totale des centrales nucléaires d'ici à 2035. Mais l'Espagne est en retard dans la mobilité propre : la part des ventes de véhicules électriques plafonne à 10 %, alors que 25 % étaient prévus pour 2024, et le réseau de bornes de recharge est très insuffisant. Le plan espagnol annonce cependant 5,5 millions de véhicules propres en 2030, au lieu des 5 millions prévus jusque-là.

## Impact environnemental

### Émissions de gaz à effet de serre
L'Espagne a franchi en 2023 le seuil symbolique des 50 % de renouvelables dans sa production nationale d'électricité et s'est fixé l'objectif de parvenir à 74 % d'ici à 2030. Mais les émissions de gaz à effet de serre sont reparties à la hausse depuis 2021 : +3 % en 2022, où elles ont atteint 304 Mt équivalent CO2, et la baisse cumulée des émissions depuis 1990 n'est que de 2 %. Selon les estimations provisoires de l'observatoire du changement climatique en Espagne, les émissions auraient baissé de 7,5 % en 2023 par rapport à 2022.
En 2023, les émissions de gaz à effet de serre (GHG) par combustion de combustibles fossiles en Espagne s'élevaient à 203,2 Mt CO2eq, soit 8,7 % des émissions de l'Union européenne, derrière l'Allemagne (542,8 Mt, soit 23,3 %) l'Italie (289,7 Mt), la France (269,6 Mt) et la Pologne (263,8 Mt). En 2022, elles étaient de 220,5 Mt, soit 0,6 % des émissions mondiales, loin derrière la Chine (30,8 %), les États-Unis (13,4 %), l'Inde (7,6 %), la Russie (4,7 %), le Japon (2,8 %) et l'Allemagne (1,8 %) ; l'Union européenne totalisait 7,3 %.
|                                                       | 1971  | 1990  | 2023  | var. 2023/1971 | var. 2023/1990 | var.UE27 2023/1990 | part en 2023 |
| Émissions GHG par combustion de combustibles fossiles | 120,4 | 205,7 | 203,2 | +69 %          | -1,2 %         | -34,1 %            | 100 %        |
| dont charbon                                          | 38,7  | 75,6  | 10,1  | −74 %          | −86,6 %        | −67,1 %            | 5 %          |
| dont pétrole                                          | 81,0  | 118,8 | 131,1 | +62 %          | +10 %          | −22,1 %            | 64,5 %       |
| dont gaz naturel                                      | 0,7   | 10,0  | 58,1  | x83            | x5,8           | +15,2 %            | 28,6 %       |
| Source : Agence internationale de l'énergie           |       |       |       |                |                |                    |              |

### Émissions deCO2
Les émissions de CO2 de l'Espagne liées à l'énergie atteignaient 4,14 t par habitant en 2023, supérieures de 8 % à celles de la France : 3,83 tonnes. En 2022, elles étaient de 4,54 tonnes, supérieures de 6 % à la moyenne mondiale : 4,29 t/hab. Comparée aux puissances économiques majeures, l'Espagne rejette beaucoup moins de CO2 par habitant que les États-Unis : 13,53 t/hab, l'Allemagne : 6,32 t/hab et la Chine : 7,50 t/hab.
|                                             | 1971 | 1990 | 2023 | Var. 2023/1971 | Var. 2023/1990 | Var. UE27 2023/1990 |
| Émissions/habitant (t CO2)                  | 3,44 | 5,15 | 4,14 | +20 %          | −20 %          | −39 %               |
| Source : Agence internationale de l'énergie |      |      |      |                |                |                     |

| | Émissions 2022 | part du secteur | Émissions/habitant | Émiss./hab. UE-27 |
| Secteur | Mt CO2         | %               | t CO2/hab.         | t CO2/hab.        |
| Secteur énergie hors élec. | 19,4           | 9 %             | 0,41               | 0,37              |
| Industrie et construction | 42,1           | 19 %            | 0,88               | 1,42              |
| Transport | 93,6           | 43 %            | 1,96               | 1,78              |
| dont transport routier | 81,7           | 38 %            | 1,71               | 1,66              |
| Résidentiel | 30,1           | 14 %            | 0,63               | 1,14              |
| Tertiaire | 22,9           | 11 %            | 0,48               | 0,73              |
| Total | 217,1          | 100 %           | 4,54               | 5,61              |
| Source : Agence internationale de l'énergie * après ré-allocation des émissions de la production d'électricité et de chaleur aux secteurs de consommation. |                |                 |                    |                   |